# شب‌خروش ابروسفید
شب‌خروش ابروسفید (نام علمی: Penelope jacucaca) نام یک گونه از سرده شب‌خروش‌های اصلی است.